# Britannia Bridge
Britannia Bridge (velšsky Pont Britannia) je obloukový most mezi velšskou vesnicí Llanfairpwllgwyngyll a městem Bangor ve Walesu ve Spojeném království. Most se nachází nedaleko mostu Menai Suspension Bridge.
Most byl dokončen 5. března 1850 a autory tohoto tubusového mostu byli William Fairbairn a Robert Stephenson. Podobně jako další Stephensonův tubusový most, nedaleký Conwy Railway Bridge, most Britannia Bridge byl také součástí železnice Chester and Holyhead Railway, která vede z přístavu v Holyheadu do Crewe. V květnu 1970 zachvátil most požár, který poškodil původní tubusy. V letech 1970 – 1971 byly původní tubusy odstraněny a mezi původními pylony byly postaveny nové ocelové oblouky. Znovu byl do provozu uveden 30. ledna 1972. Od roku 1980 slouží i pro silniční provoz.
Celková délka mostu je 432 m a dvě hlavní rozpětí jsou 146 m dlouhá.

## Galerie

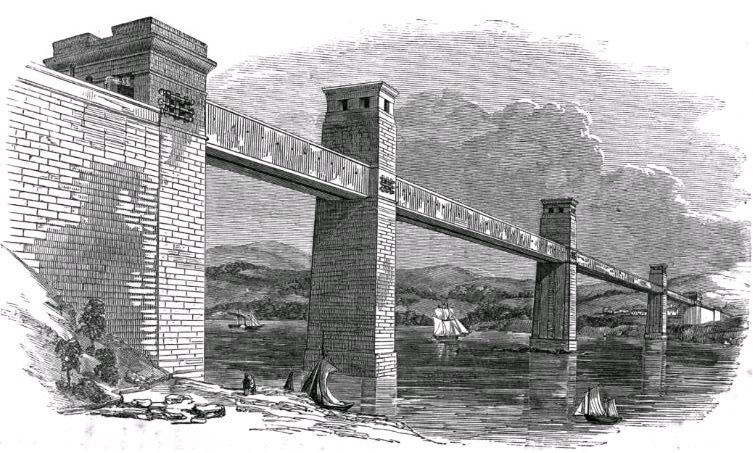
Původní vzhled mostu
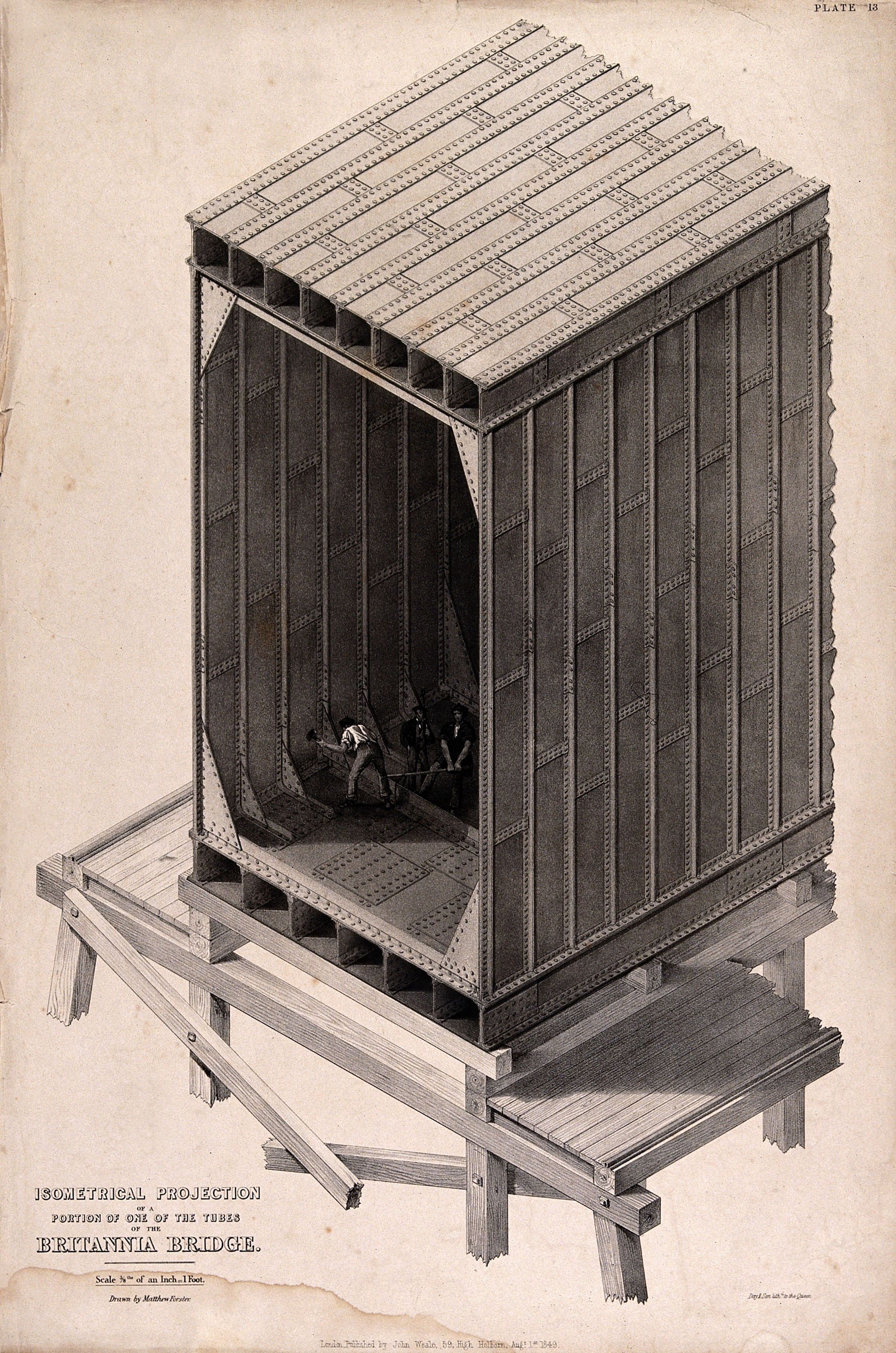
Průřez tubusem
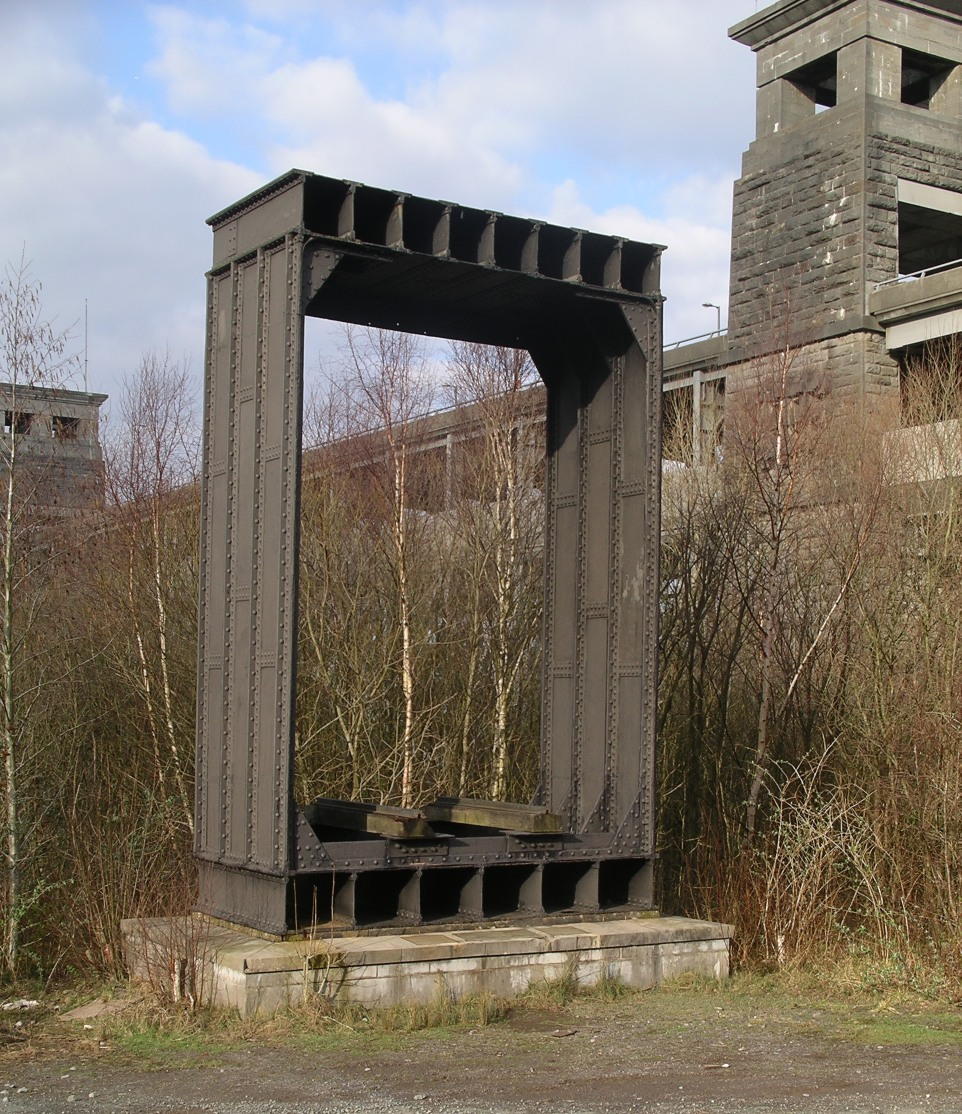
Část původního tubusu nalézající se u mostu
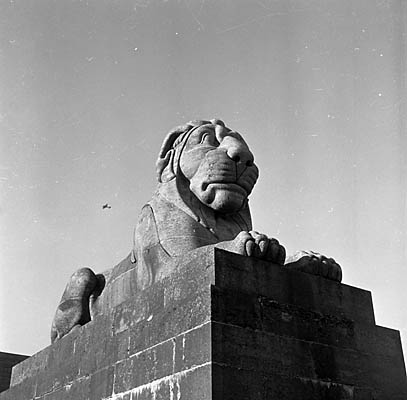
Socha lva u mostu